# لولا علي إسماعيل
لولا علي إسماعيل (مواليد 1978)، هي مخرجة سينمائية وكاتبة سيناريو جيبوتية كندية. وهي أول امرأة من جيبوتي تنتج فيلما، مما أعطاها لقب «السيدة الأولى للسينما الجيبوتية». قامت بإخراج فيلم روائي قصير مدته سبع وعشرون دقيقة بعنوان «أصدقاء» (2011). تم عرض الفيلم في عام 2012 مهرجان مونتريال مناظر أفريقيا، وفي عام 2013 عرض في المهرجان الأفريقي للسينما والتلفزيون في واغادوغو. وفي عام 2014 بدأت العمل على فيلم طويل بعنوان «الشباب»، الذي شارك في كتابته مع الكسندرا رامنيسينو ومارك ويلس. عُرض الفيلم - وهو أول فيلم روائي طويل لجيبوتي - في يوليو 2017.

## سيرة شخصية
ولدت لولا علي إسماعيل في جيبوتي عام 1978 لعائلة من قبيلة عيسى، وفي عام 1992 استقرت في مونتريال بكندا كجزء من موجة المهاجرين الذين تركوا الدولة الأفريقية الفقيرة وغير المستقرة سياسياً. هي الأصغر من بين ثمانية أطفال، ودرست أتمتة المكاتب، وعملت كمساعدة قانونية لمدة سبع سنوات، لكنها طورت اهتمامًا بعالم التمثيل والسينما، وبدأت في أخذ دورات حول هذا الموضوع. 

## عملها
في عام 2012، أصدرت لولا أول أعمالها، وهو فيلم قصير (27 دقيقة) بعنوان «أصدقاء»،وهو قصة عن سعاد وأوبة وأيان، ثلاث شابات في جيبوتي يمضغن القات ويسعيان للحب. لعبت لولا أيضًا أحد الأدوار الرئيسية فيه. يصف الفيلم الحياة اليومية في بلدها، وكان أول فيلم تخرجه امرأة من جيبوتي. تقول لولا أن الأموال اللازمة لهذا الفيلم تم جمعها بشكل أساسي بمساعدة عائلتها وأصدقائها. وعندما وصلت جيبوتي، اتصلت بوزارة الثقافة للحصول على الدعم، لكن الحكومة لم يكن لديها ميزانية لمثل هذه المشاريع. ومع ذلك فقد واصلت المشروع، وبذلك وضعت حجر الأساس لصناعة السينما في البلاد. عُرض الفيلم في مهرجانات مختلفة في أفريقيا وأوروبا وأمريكا الشمالية، ولاقى استحسان النقاد.
في عام 2014، صورت لولا أول فيلم طويل لها «الشباب». يتتبع الفيلم ثلاث شابات من خلفيات اجتماعية واقتصادية مختلفة. تم دعمه من قبل المنظمة الدولية للفرانكوفونية، وتم إنتاجه بشكل مشترك في كندا والصومال وفرنسا وجيبوتي حيث تم تصويره بالكامل. عُرض الفيلم لأول مرة عام 2017 في جيبوتي، وحضره وزراء التربية والتعليم والاتصال والثقافة.